# Jaymie Haycocks
Jaymie Haycocks (* 12. November 1983 in Shrewsbury) ist ein ehemaliger englischer Squashspieler. 

## Karriere
Jaymie Haycocks begann seine Karriere im Jahr 2006 und gewann fünf Titel auf der PSA World Tour. Seine beste Platzierung in der Weltrangliste erreichte er mit Rang 50 im Mai 2014. Er qualifizierte sich erfolgreich für die Weltmeisterschaften 2012 und 2013, schied aber jeweils in der ersten Runde aus.

## Erfolge
- Gewonnene PSA-Titel: 5